# Черният ястреб
Черният ястреб (Макатаймешекиакиак) е известен военен вожд на сауките, голям войн и отявлен враг на американската експанзия на запад.

## Биография
Роден е около 1767 г. в клана Гръм на сауките. Израства в Саукенук в североизточен Илинойс. Още от 15 годишен участва в множество бойни походи срещу осейджите и чероките. Станал вожд от 1788 г. Черният ястреб негодува силно срещу американската намеса и заема страната на британците. Заради възгледите си влиза в множество директни конфликти с повечето племенни старейшини, които са настроени приятелски срещу американците, които им дават неколкократно подаръци. През 1804 г. неприязънта на Черния ястреб се превръща в омраза, когато някои старейшини продават част от племенните земи източно от Мисисипи на Уилям Хенри Харисън. Черният ястреб отказва да подпише договора и когато избухва войната през 1812 г. с войните си се присъединява към Текумзе във войната срещу американците. Той е изключително разочарован от британските си съюзници, които след войната предават всичките си западни владения на САЩ. В знак на протест той повежда войните си и напада няколко населени места в Мисури през 1815 г. На следващата година той неохотно подписва мирен договор с американците и през следващите 20 години живее спокойно в селото си Саукенук. През 1829 г. обаче властите на Илинойс започват да оказват натиск върху племето да мигрира. Когато вождът отказва, през юни 1831 г. губернаторът Джон Рейнолдс изпраща милиция да ги и изгони със сила. Не се стига до схватка, тъй като сауките и фокс се измъкват към Айова и прекарват зимата там. Тук вожда попада под влиянието на пророка уинебаго Белия облак, който призовава за война срещу белите и Черният ястреб решава да се бори за земите, които са изоставили. На 5 април 1832 г. заедно с 1400 мъже, жени и деца той пресича границата и навлиза в Илинойс, заемайки отново селото Саукенук. Армията веднага изпраща войска срещу тях водена от генерал Хенри Аткинсън и полковник Хенри Додж. Тъй като не получават подкрепа от съседните племена сауките преценяват, че са твърде слаби да се справят с армията и решават да искат мир. Когато обаче двама от мирните им пратеници са убити от Илинойската милиция се стига до битката при Стилманс Рън, в която Черният ястреб побеждава. След битката сауките решават отново да прекосят Мисисипи, за да избегнат по-нататъшни конфликти с армията. Докато правят салове за прекосяване на реката са нападнати от въоръжен кораб, чиито екипаж убива много от сауките. Корабът се оттегля при пристигането на силите на генерал Аткинсън. В завързалата се ожесточена битка са убити повече от 150 индианци и още толкова били пленени. Тези, които успяват да се спасят прекосяват Мисисипи, но на отсрещния бряг са нападнати от сиукски боен отряд. В крайна сметка Черният ястреб е заловен и откаран на изток, за да се срещне с президента Андрю Джаксън. След няколко месеца престой в затвор във Форт Монро, Вирджиния той е освободен и преместен в арест в Айова. Тук диктува мемоарите си на Антонин ЛеКлер, които след издаването им през 1833 г. стават най-продаваната книга в САЩ. Черният ястреб умира на 3 октомври 1838 г. в селото на вожда Кеокук. С неговата смърт свършва и съпротивата на индианците източно от Мисисипи срещу американската експанзия.